# Либијске избеглице
Либијске избеглице су људи који су побегли или су протерани из својих домова од почетка Либијске кризе, 2011. године, укључујући и током Рата у Либији (2011), којим је свргнут Моамер Гадафи 2011. године те Другог либијског грађанског рата (2014–2020). 
Много људи је расељено из Либије у суседне земље: Тунис, Египат и Чад, као и у европске земље широм Средоземног мора. Већина избеглица из Либије су Арапи, мада су многи други мигранти из подсахарске Африке који су живели у Либији. Ове групе су такође биле међу првим избегличким таласима. 
Укупан број либијских избеглица процењен је на око милион у јуну 2011. године, а већина се вратила у Либију након завршетка Првог грађанског рата. У јануару 2013. године, било је 5.252 избеглице пореклом из Либије, заједно са 59.425 интерно расељених лица које је регистровао УНХЦР.
Више од 45.000 избеглица стигло је на Лампедузу (Италија) у првих пет месеци 2011. године.
Према чланку листа Le Monde из маја 2014. године, у Тунису је било између 600.000 и 1.000.000 либијских избеглица, од којих су многи били политички противници либијске пост-Гадафијеве владе, укључујући и многе Гадафијеве присталице . Овај број људи је представљао између 10 и 15% становништва Либије пре грађанског рата 2011. године. У августу 2014. године, председник Туниса Монсеф Марзуки изјавио је да је два милиона Либијаца, односно једна трећина становништва пре 2011. године, нашло уточиште у Тунису.
Дана 30. јула 2014. године, министар спољних послова Туниса Монги Хамди изјавио је да земља не може да се носи са великим бројем избеглица које долазе из Либије због обновљеног грађанског рата. Изјавио је да је „економска ситуација наше земље несигурна и да не можемо да се носимо са стотинама хиљада избеглица“ и додао да ће Тунис затворити своје границе ако буде потребно.  Многи Египћани који живе у Либији такође су постали избеглице због сукоба, а у августу 2014. године Алжир је отворио своју границу и понудио посебне визе Египћанима који су напуштали Либију, омогућавајући им да се врате у Египат преко своје земље.